# Foo Fighters (альбом)
Foo Fighters — дебютний студійний альбом американського гурту Foo Fighters, випущений 4 липня 1995 року лейблами Roswell та Capitol Records. Колишній барабанщик гурту Nirvana Дейв Ґрол написав весь альбом. Він записав його сам за шість днів за допомогою продюсера Баррета Джонса на студії Robert Lang Studios у Сіетл у 1994 році. Ґрол зазначав, що записав альбом просто заради розваги, описуючи його як катарсисний досвід для відновлення після самогубства учасника гурту Nirvana Курта Кобейна. Вважається, що цей альбом започаткував жанр постґрандж.
Після того, як Ґрол завершив запис пісень, він обрав для проекту назву «Foo Fighters» щоб приховати свою особистість і передав касетні копії сесій своїм друзям. Коли записами зацікавився лейбл звукозапису, Ґрол підписав контракт з Capitol і набрав повний склад гурту, щоб виконати пісні наживо. Альбом просувався за допомогою масштабних турне і шести синглів, два з яких супроводжувалися музичними відеокліпами.
Після релізу альбом Foo Fighters отримав позитивні рецензії, в яких високо оцінювали тексти пісень і музичне виконання, а також мав комерційний успіх, ставши другим найбільш продаваним альбомом гурту в США. Він також очолив першу п'ятірку хіт-парадів Великої Британії, Канади, Австралії та Нової Зеландії.

## Список пісень
| #   | Назва               | Тривалість |
| --- | ------------------- | ---------- |
| 1.  | «This Is a Call»    | 3:53       |
| 2.  | «I'll Stick Around» | 3:52       |
| 3.  | «Big Me»            | 2:12       |
| 4.  | «Alone+Easy Target» | 4:05       |
| 5.  | «Good Grief»        | 4:01       |
| 6.  | «Floaty»            | 4:30       |
| 7.  | «Weenie Beenie»     | 2:45       |
| 8.  | «Oh, George»        | 3:00       |
| 9.  | «For All the Cows»  | 3:30       |
| 10. | «X-Static»          | 4:13       |
| 11. | «Wattershed»        | 2:15       |
| 12. | «Exhausted»         | 5:45       |

Австралійська версія альбому з бонус-диском
| #  | Назва                             | Тривалість |
| -- | --------------------------------- | ---------- |
| 1. | «Winnebago»                       | 4:13       |
| 2. | «Podunk»                          | 3:04       |
| 3. | «How I Miss You»                  | 4:54       |
| 4. | «Ozone»                           | 4:16       |
| 5. | «For All the Cows» (живий виступ) | 3:33       |
| 6. | «Wattershed» (живий виступ)       | 2:15       |

## Чарт

### Щотижневі чарти
| Чарт (1995)                                          | Найвища позиція |
| ---------------------------------------------------- | --------------- |
| Австралія Australian Albums (ARIA)                   | 3               |
| Australian Alternative Albums (ARIA)                 | 1               |
| Австрія Austrian Albums (Ö3 Austria)                 | 13              |
| Бельгія Belgian Albums (Ultratop Flanders)           | 23              |
| Бельгія Belgian Albums (Ultratop Wallonia)           | 16              |
| Канада Canada Top Albums/CDs (RPM)                   | 5               |
| Нідерланди Dutch Albums (MegaCharts)                 | 22              |
| European Top 100 Albums (Music & Media)              | 10              |
| Фінляндія Finnish Albums (Suomen virallinen lista)   | 21              |
| Німеччина German Albums (Offizielle Top 100)         | 33              |
| Нова Зеландія New Zealand Albums (Recorded Music NZ) | 2               |
| Шотландія Scottish Albums (OCC)                      | 8               |
| Швеція Swedish Albums (Sverigetopplistan)            | 18              |
| Швейцарія Swiss Albums (Schweizer Hitparade)         | 26              |
| Велика Британія UK Albums (OCC)                      | 3               |
| Велика Британія UK Rock & Metal Albums (OCC)         | 2               |
| США Billboard 200                                    | 23              |

### Чарти на кінець року
| Чарт (1995)                             | Позиція |
| --------------------------------------- | ------- |
| Canada Top Albums/CDs (RPM)             | 37      |
| European Top 100 Albums (Music & Media) | 80      |
| New Zealand Albums (RMNZ)               | 41      |
| UK Albums (OCC)                         | 86      |
| US Billboard 200                        | 135     |

| Чарт (1996)      | Позиція |
| ---------------- | ------- |
| US Billboard 200 | 124     |

## Сертифікації
| Регіон                                             | Сертифікація | Продажі    |
| -------------------------------------------------- | ------------ | ---------- |
| Австралія (ARIA)                                   | Золотий      | 35 000^    |
| Канада (Music Canada)                              | Платиновий   | 100 000^   |
| Нова Зеландія (RIANZ)                              | Золотий      | 7500^      |
| Велика Британія (BPI)                              | Платиновий   | 374,187    |
| США (RIAA)                                         | Платиновий   | 1 000 000^ |
| ^відвантаження, що базуються лише на сертифікаціях |              |            |